# Dua Lipa (album)
Dua Lipa – debiutancki album studyjny brytyjskiej piosenkarki Dua Lipy. Został on wydany 2 czerwca 2017 roku przez wytwórnię Warner Bros. Krążek zadebiutował w rodzinnym kraju artystki na 5. miejscu UK Albums Chart z łączną sprzedażą 16 223 kopii w ciągu pierwszego tygodnia.

## Lista utworów
| Edycja standardowa | Edycja standardowa                      | Edycja standardowa                                               | Edycja standardowa                                       | Edycja standardowa |
| Nr                 | Tytuł utworu                            | Autorzy                                                          | Produkcja                                                | Długość            |
| ------------------ | --------------------------------------- | ---------------------------------------------------------------- | -------------------------------------------------------- | ------------------ |
| 1.                 | „Genesis”                               | Dua Lipa, Andreas Schuller, Sarah Hudson, Clarence Coffee Jr.    | Axident, Big Taste, Lorna Blackwood, Cameron Gower Poole | 3:25               |
| 2.                 | „Lost in Your Light (featuring Miguel)” | Lipa, Miguel, Rick Nowels                                        | Miguel, Stephen "Koz" Kozmeniuk, Blackwood               | 3:23               |
| 3.                 | „Hotter than Hell”                      | Lipa, Adam Midgley, Tommy Baxter, Gerard O'Connell               | Kozmeniuk, Jay Reynolds, Tom Neville                     | 3:07               |
| 4.                 | „Be the One”                            | Lucy Taylor, Digital Farm Animals, Jack Tarrant                  | Digital Farm Animals, Tarrant                            | 3:22               |
| 5.                 | „IDGAF”                                 | Lipa, MNEK, Larzz Principato, Skyler Stonestreet, Whiskey Waters | Kozmeniuk, Principato, Blackwood                         | 3:38               |
| 6.                 | „Blow Your Mind (Mwah)”                 | Lipa, Jon Levine, Lauren Christy                                 | Levine                                                   | 2:58               |
| 7.                 | „Garden”                                | Lipa, Greg Wells, Sean Douglas                                   | Wells, Kozmeniuk                                         | 3:47               |
| 8.                 | „No Goodbyes”                           | Lipa, Dan Traynor, Ilsey Juber, Lindy Robbins                    | Kozmeniuk, Grades                                        | 3:36               |
| 9.                 | „Thinking 'Bout You”                    | Lipa, Adam Argyle                                                | Kozmeniuk                                                | 2:51               |
| 10.                | „New Rules”                             | Caroline Ailin, Emily Warren, Ian Kirkpatrick                    | Kirkpatrick                                              | 3:32               |
| 11.                | „Begging”                               | Lipa, Cara Salimando, James Flannigan, Gabriel Simon             | Flannigan, Kozmeniuk, Suzy Shinn                         | 3:14               |
| 12.                | „Homesick”                              | Lipa, Chris Martin                                               | Bill Rahko                                               | 3:50               |
|                    |                                         |                                                                  |                                                          | 40:43              |

| Włoska edycja specjalna (utwór bonusowy) | Włoska edycja specjalna (utwór bonusowy) | Włoska edycja specjalna (utwór bonusowy) |
| Nr                                       | Tytuł utworu                             | Długość                                  |
| ---------------------------------------- | ---------------------------------------- | ---------------------------------------- |

| Edycja deluxe (utwory bonusowe) | Edycja deluxe (utwory bonusowe) | Edycja deluxe (utwory bonusowe) |
| Nr                              | Tytuł utworu                    | Długość                         |
| ------------------------------- | ------------------------------- | ------------------------------- |

| Japońska edycja (utwory bonusowe) | Japońska edycja (utwory bonusowe) | Japońska edycja (utwory bonusowe) |
| Nr                                | Tytuł utworu                      | Długość                           |
| --------------------------------- | --------------------------------- | --------------------------------- |

| Japońska edycja specjalna (utwory bonusowe) | Japońska edycja specjalna (utwory bonusowe) | Japońska edycja specjalna (utwory bonusowe) |
| Nr                                          | Tytuł utworu                                | Długość                                     |
| ------------------------------------------- | ------------------------------------------- | ------------------------------------------- |

## Notowania i certyfikaty
| Lista przebojów (2017)                 | Najwyższa pozycja |
| -------------------------------------- | ----------------- |
| Australia (ARIA Charts)                | 16                |
| Austria (Ö3 Austria Top 40)            | 36                |
| Belgia (Ultratop 200 Albums, Flandria) | 6                 |
| Belgia (Ultratop 200 Albums, Walonia)  | 19                |
| Czechy (ČNS IFPI)                      | 35                |
| Dania (Album Top-40)                   | 13                |
| Finlandia (Suomen virallinen lista)    | 11                |
| Francja (SNEP)                         | 127               |
| Hiszpania (PROMUSICAE)                 | 20                |
| Holandia (MegaCharts)                  | 11                |
| Irlandia (IRMA)                        | 3                 |
| Japonia (Oricon)                       | 163               |
| Kanada (Billboard Canadian Albums)     | 16                |
| Korea Południowa (Gaon Chart)          | 93                |
| Niemcy (GfK Entertainment)             | 22                |
| Norwegia (VG-Lista)                    | 21                |
| Nowa Zelandia (Recorded Music NZ)      | 21                |
| Polska (OLiS)                          | 35                |
| Portugalia (AFP)                       | 33                |
| Szwajcaria (Alben Top 100)             | 11                |
| Szwecja (Sverigetopplistan)            | 17                |
| USA (Billboard 200)                    | 32                |
| Węgry (MAHASZ)                         | 40                |
| Wielka Brytania (UK Albums Chart)      | 3                 |
| Włochy (FIMI)                          | 29                |

| Kraj                         | Certyfikat         | Sprzedaż   |
| ---------------------------- | ------------------ | ---------- |
| Australia (ARIA)             | złota płyta        | 35 000+    |
| Belgia (BEA)                 | platynowa płyta    | 30 000+    |
| Brazylia (Pro-Música Brasil) | 3x platynowa płyta | 120 000+   |
| Dania (IFPI Danmark)         | 2x platynowa płyta | 40 000+    |
| Francja (SNEP)               | platynowa płyta    | 100 000+   |
| Holandia (NVPI)              | platynowa płyta    | 40 000+    |
| Irlandia (IRMA)              | platynowa płyta    | 15 000+    |
| Kanada (MC)                  | 4x platynowa płyta | 320 000+   |
| Norwegia (IFPI Norge)        | 4x platynowa płyta | 80 000+    |
| Nowa Zelandia (RMNZ)         | 2x platynowa płyta | 30 000+    |
| Polska (ZPAV)                | złota płyta        | 10 000+    |
| Singapur (RIAS)              | 2x platynowa płyta | 20 000+    |
| Stany Zjednoczone (RIAA)     | platynowa płyta    | 1 000 000+ |
| Szwecja (GLF)                | złota płyta        | 20 000+    |
| Wielka Brytania (BPI)        | 3x platynowa płyta | 900 000+   |
| Włochy (FIMI)                | platynowa płyta    | 50 000+    |